# Maksimilijan Njegovan
Maksimilijan Njegovan (Agram, 31 de outubro de 1858 – Zagreb, 1 de julho de 1930) foi um oficial naval austro-húngaro de ascendência croata que comandou a Marinha Austro-Húngara de 1917 a 1918, durante a Primeira Guerra Mundial.

## Biografia
Njegovan nasceu em Agram e entrou na Marinha Austro-Húngara em 1877, formando-se na Academia Naval de Fiume. Durante seus primeiros anos de serviço ele ocupou diversos postos, também participando de expedições para o Brasil e África Ocidental. A partir de 1893 comandou várias unidades, como o navio de defesa de costa SMS Budapest. Foi promovido a capitão em 1907 e recebeu o comando de uma esquadra, dois anos depois sendo nomeado chefe de Operações de Chancelaria na Seção Naval no Ministério da Guerra. Njegovan foi promovido novamente em 1913, desta vez para contra-almirante.
No início da Primeira Guerra Mundial em 1914, Njegovan estava no comando da 1ª Esquadra da marinha, que tinha Pola como sua base. Nessa função, participou do Bombardeio de Ancona em maio de 1915. Ele assumiu o comando da Marinha Austro-Húngara em 1917 depois da morte do almirante Anton Haus, também tendo sido nomeado chefe da Estação Naval no Ministério da Guerra. Durante seu tempo à frente da marinha ele supervisionou a expansão do porto de Cátaro para uso de u-boots, porém foi forçado a se aposentar em fevereiro de 1918 depois de vários motins na frota. Ele morreu na Iugoslávia em julho de 1930.